# Ibitekerezo
Ibitekerezo (l. poj. igitekerezo) – gatunek literacki wywodzący się z Rwandy, oralna forma prozatorska o tematyce historycznej. Pełni funkcję uzupełniającą wobec ibisigo, komentuje je i objaśnia. Poruszane w igitekerezo tematy są związane z całością historii kraju, a także z jego mitycznymi początkami. Istnieją dwa zbiory tych utworów: Ibitekerezo bja abami (Dzieje królów), poświęcone dynastii panującej oraz Ibitekerezo bja Imiljango (Dzieje sławnych rodzin), mówiące o poszczególnych rodach szlacheckich.
Wykorzystywane i opracowywane przez wielu historyków zarówno afrykańskich (Alexis Kagame) jak i europejskich (między innymi J. Maquet, J. Vansina czy A. Coupez) stanowią ważne źródło do poznania dziejów Rwandy.